# Замок Саранта Колонес
Замок Саранта Колонес (грец. Κάστρο Σαράντα Κολώνες — замок Сорока колон) — візантійська фортеця, заснована в VII столітті для захисту міста і гавані Пафосу від арабських набігів і істотно перебудована хрестоносцями 1200 року. Після руйнування внаслідок землетрусу 1222 року замок більше не відновлювався, нині його руїни входять до складу Археологічного парку Пафосу.

## Історія замку

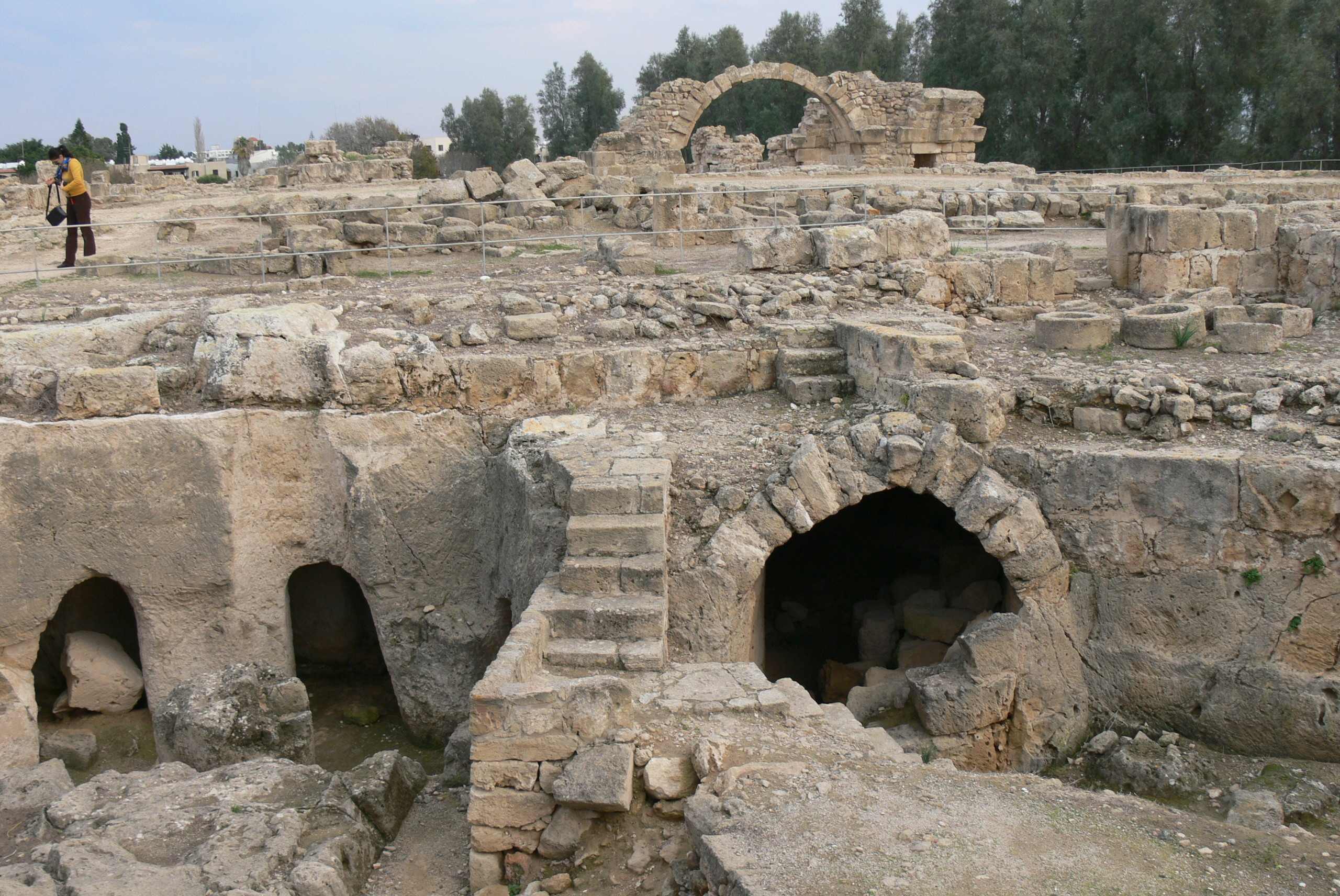
Руїни замку.

Назва замку пов'язана з безліччю гранітних колон, які переважали в його зовнішньому вигляді. Серед руїн фортеці донині є багато уламків цих колон.
Фортецю, найімовірніше, звели візантійці в першій половині VII століття для захисту міста і гавані від арабської загрози. Оскільки обороною острова тоді керував брат імператора Іраклія I (610—641) Феодор, можна припустити, що замок будувався під його безпосереднім керівництвом. Разом з двома портовими вежами і стіною, яка оточувала місто, замок став основним елементом системи оборонних споруд Пафосу.
Попри позірну неприступність, фортецю взяли і зруйнували араби в період їхнього другого нашестя на Кіпр у 653—654 роках. Через кілька років замок відбудовано, однак 688 року, відповідно до арабо-візантійської угоди про створення «Кіпрського кондомініуму» (спільного управління островом), фортецю демілітаризовано, тобто фактично демонтовано.
965 року фортецю знову повністю відновлено і 1191 року вона перейшла під контроль Річарда Левове Серце. 1200 року нові господарі, можливо, лицарі ордена госпітальєрів (або Лузіньяни) істотно перебудували і зміцнили замок, проте вже 1222 року його повністю зруйновано потужним землетрусом.
Після повного руйнування замку хрестоносці, госпітальєри чи королі Лузіньяни, не стали відновлювати Саранта Колонес. Замість цього зведено нову цитадель у західній частині гавані, що збереглася в перебудованому вигляді до наших днів під назвою Пафоський замок.

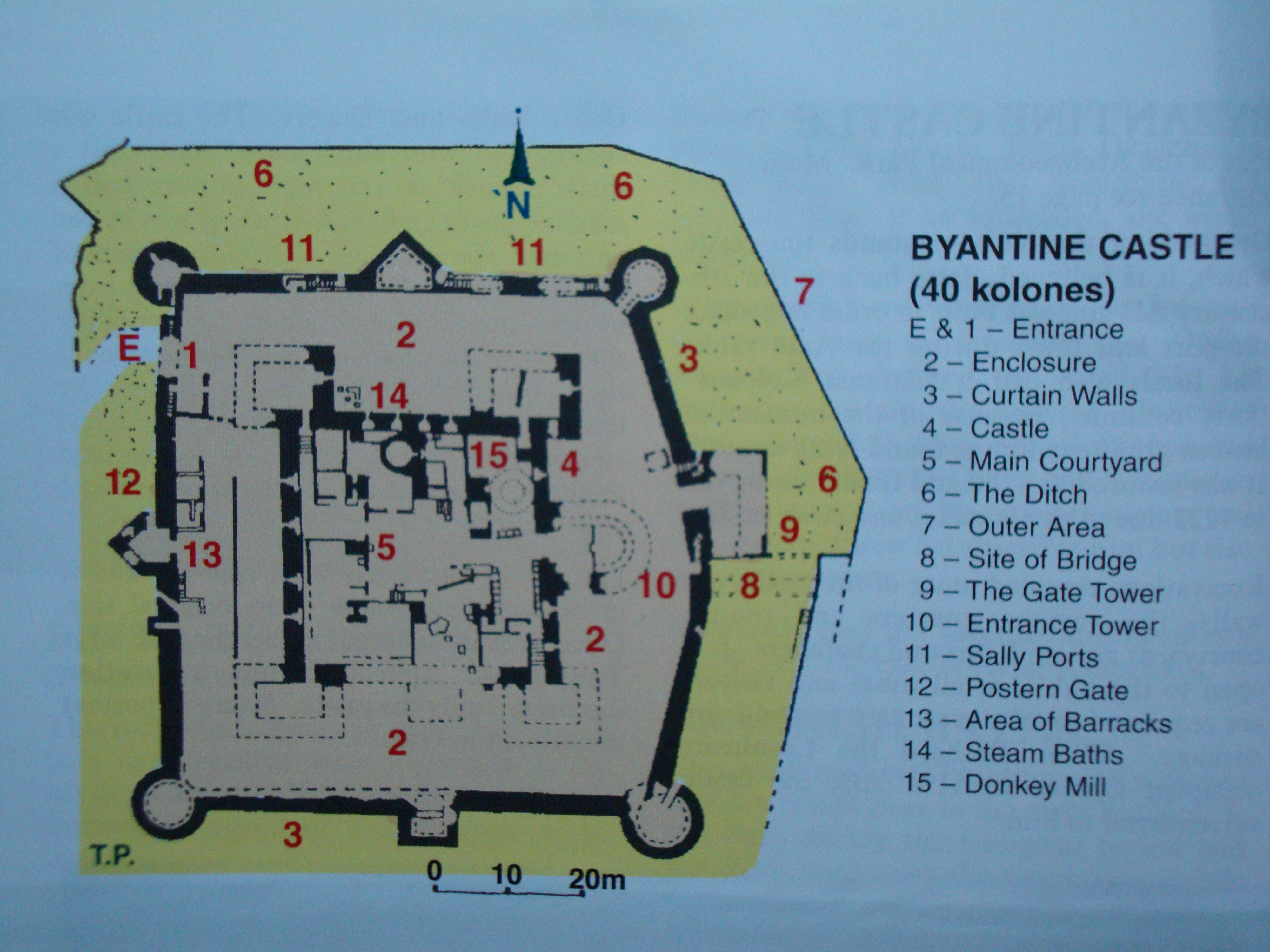
План замку.

## Опис

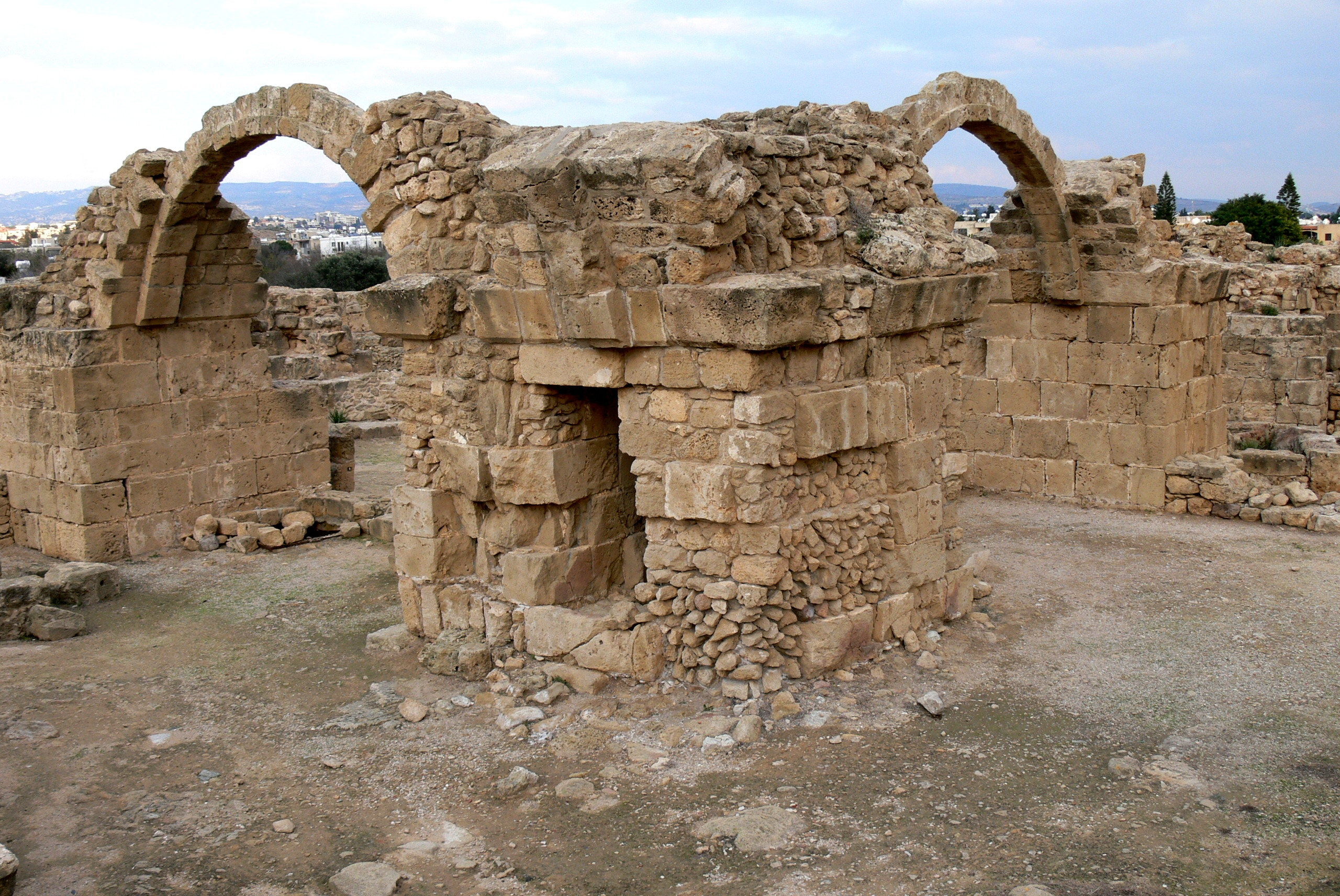
Руїни замку.

За типом цю споруду в її остаточному вигляді відносили до подвійних фортець. Загальна площа замку становила близько 60 квадратних метрів (що приблизно відповідало розміру внутрішнього замку фортеці Бельвуар).
Зовнішній замок складався з фортечних стін товщиною 3 м з чотирма масивними круглими вежами по кутах. У центрі кожної куртини було ще по трикутній піввежі. Навколо замку був глибокий рів, через який із західного боку перекинуто дерев'яний міст. Квадратна внутрішня цитадель розміром 35х35 метрів включала чотири прямокутні вежі в кожному кутку і одну напівкруглу сторожку. Таким чином всього замок мав вісім веж.
Головні ворота фортеці розташовувалися зі сходу і мали форму підкови. У внутрішньому замку розташовувалися численні військові та господарські будівлі, зокрема казарми, пекарня, кузня, млин для цукрової тростини, лазня, стайні, мармурові басейни та багато іншого. На верхньому поверсі внутрішнього замку містилася, крім оборонних споруд, каплиця. На нижньому і на верхньому поверхах було кілька туалетів, з'єднаних з каналізаційною системою.